# رجل المدرعة

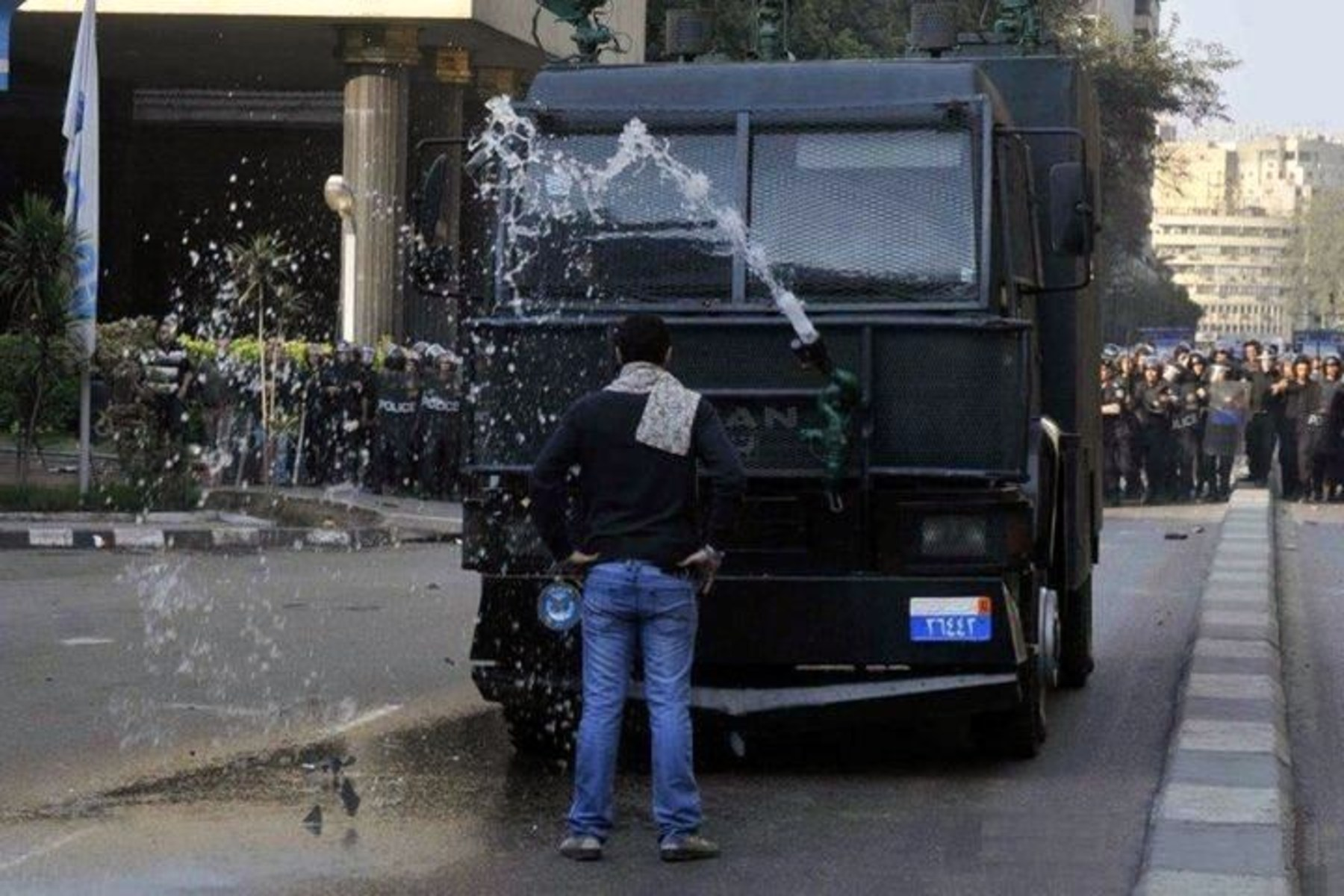
المصرى الذي وقف أمام مدرعة الشرطة في ثورة 25 يناير

رجل المدرعة هو لقب الشاب المجهول الذي اشتهر عالميًا عندما تم تصويره أثناء ثورة 25 يناير في مصر في 2011.
الفيديو والصور التي التقطت له تظهره وهو يجري ليتصدى لمدرعة شرطة تقوم برش المياه على المتظاهرين، مما منعها من التقدم لوهلة. الفيديو الشهير الذي يصور الموقف، التقطه مصور صحفي يدعى مصطفى فتحي، يعمل بردايو حريتنا، في مصر. وقد قام بتصوير الموقف من شرفة مكتبه في المبنى المطل على شارع القصر العيني الذي حدث به الموقف. جدير بالذكر أن هذا الشارع يؤدي إلى ميدان التحرير. أما الصور التي التقطت له، وانتشرت بشكل واسع، فقد التقطها مصور صحفي آخر يُدعى طارق وجيه، يعمل بجريدة المصري اليوم، بمصر. في 13 أغسطس 2012، نشر معتز بالله عبد الفتاح مقالة جاء فيها أنه تعرف على رجل المدرعة وأكبر فيه رغبته البقاء بعيدًا عن أضواء الإعلام.

## التشابه مع رجل الدبابة الصيني
يشبه كثير من الإعلاميين ما فعله الشاب المصري، بما فعله رجل الدبابة الصيني - المجهول أيضًا - خلال مظاهرات ساحة تيانانمن في الصين في 5 يونيو 1989.